# Tractat d'amistat i aliança entre el govern de Mongòlia i el Tibet

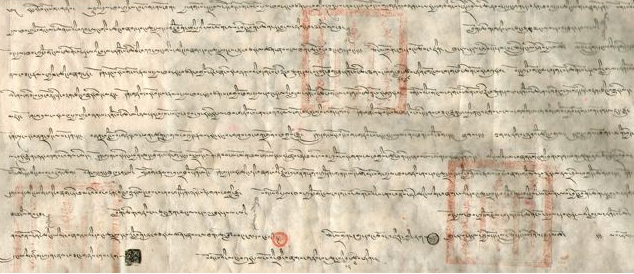
El document del tractat.

El 2 de febrer del 1913 es va signar un tractat d'amistat i aliança entre el govern de Mongòlia i el Tibet a la ciutat d'Urga (avui Ulan Bator), tot i que hi ha dubtes sobre l'autoritat dels signants tibetans per negociar un tractat com aquest i, per tant, se'n qüestiona la validesa.

## Signatura del tractat i validesa
Després de la caiguda de la dinastia Qing, el 1911, el Tibet i Mongòlia van declarar la seva independència formal i van designar un lama com a cap d'Estat, tot i que cap dels dos països va ser reconegut per la República de la Xina. Per mitjà d'aquest tractat, Mongòlia i el Tibet es reconeixien mútuament i establien una aliança. Per part de Mongòlia van signar l'acord el ministre d'Afers Estrangers Da Lama Ravdan i el general Manlaibaatar Damdinsüren; els representants del Tibet van ser Agvan Dorjiev, d'ètnia buriat i amb ciutadania russa; Chijamts, i Gendun-Galsan, amb ciutadania tibetana. Hi ha alguns dubtes sobre la validesa d'aquest tractat, perquè el tretzè dalai lama va negar que autoritzés Dorjiev a negociar un tractat amb Mongòlia, i de fet ni ell ni el govern tibetà van ratificar mai el text. El govern rus va manifestar que, com a ciutadà del seu país, segurament Dorjiev no podia dur a terme una actuació diplomàtica en nom del dalai lama. La versió en mongol del tractat la va publicar el 1982 l'Acadèmia Mongola de les Ciències.
En qualsevol cas, la majoria de potències mundials van continuar sense reconèixer Mongòlia ni el Tibet, que consideraven regions autònomes sota sobirania xinesa. Els interessos de les potències occidentals (particularment Rússia i el Regne Unit) en aquestes àrees estaven garantits gràcies als tractats que havien signat amb la dinastia Qing, que la República de la Xina havia promès respectar. Reconeixent la independència de Mongòlia o del Tibet, els països occidentals haurien invalidat aquests tractats. A més, a les potències occidentals (i de nou especialment a Rússia i el Regne Unit) els preocupava la possibilitat que si aquests països es declaraven independents caiguessin sota la influència d'alguna altra potència, una situació que consideraven pitjor que mantenir l'statu quo, amb tots dos territoris nominalment sota control d'una feble Xina.

## Conseqüències
La informació sobre el tractat va despertar nombroses suspicàcies entre els negociadors britànics de la convenció de Simla —que establiria la frontera entre l'Índia i el Tibet, coneguda com a línia McMahon—, perquè temien que Rússia faria servir l'acord per guanyar influència al Tibet. Tot i que al final la Xina no va signar el text de la convenció de Simla, el 25 de maig del 1915 Mongòlia, la Xina i Rússia van acabar signant un acord similar, el tractat de Kiakhta. El document establia la completa autonomia de Mongòlia en els seus afers interns i li concedia alguns privilegis a Rússia en aquest territori, tot i que al mateix temps reconeixia formalment la sobirania de la Xina sobre Mongòlia.